# Barry Bermange
Barry Bermange (* 7. November 1933 in London) ist ein britischer Theater-, Fernseh- und Hörspielautor.

## Leben
Barry Bermange studierte an der Slade Arts School Essex und arbeitete anschließend als Regieassistent und Schauspieler. Mitte der 1960er-Jahre begann er seine Radioarbeit im BBC Radiophonic Workshop mit einer Reihe wegweisender Experimente.
Bermange wurde mit zahlreichen Kunstpreisen bedacht. Sein Stück Die Soldaten (Hörwerk 9) wurde im Mai 1985 zum Hörspiel des Monats gewählt. Der Rundfunk der DDR produzierte im gleichen Jahr Monodrama unter der Regie von Helmut Hellstorff.
1998 erhielt Barry Bermange für Mirage Kino den Prix Ars Acustica. Außerdem wurde er dreimal mit dem Karl-Sczuka-Preis ausgezeichnet.

## Werke
- 1964 Nathan und Tabileth, Regie: Horst Loebe (HR)
- 1964 Die Kränkung, Regie: Joachim Hoene (SDR)
- 1964 Eine unruhige Nacht, Regie: Raoul Wolfgang Schnell (SWF)
- 1965 Die Stelle, Regie: Ulrich Gerhardt (RIAS)
- 1966 Ein hoffnungsloser Fall, Regie: Otto Düben (SWF)
- 1967 Die Wolke, Regie: Hans Rosenhauer (SR)
- 1968 Oldenberg, Regie: Donald McWhinnie (WDR)
- 1968 Katzenjammer, Regie: Ulrich Gerhardt (RIAS)
- 1969 Oldenberg, Regie: Werner Grunow (Rundfunk der DDR)
- 1969 Persönliche Vorstellung, Regie: Donald McWhinnie (WDR)
- 1969 Träume, Regie: Peter Michel Ladiges (BR)
- 1969 Neues vom Krieg, Regie: Barry Bermange (SWF)
- 1973 Szenen aus dem Eheleben, Regie: Heinz Dieter Köhler (WDR)
- 1974 Knochen, Regie: Heinz Dieter Köhler (WDR)
- 1976 Fürsorge, Regie: Friedhelm Ortmann (WDR)
- 1979 SOS, Regie: Barry Bermange (WDR/NDR)
- 1980 Sozialhilfe, Regie: Barry Bermange (WDR)
- 1981 Warcries. Kriegsgeschreie, Regie: Barry Bermange (WDR)
- 1982 Lektionen, Regie: Barry Bermange (WDR)
- 1984 Monodrama, Regie: Helmut Hellstorff (Rundfunk der DDR)
- 1984 Nathan und Tabileth – Neuerzählt, Regie: Barry Bermange (SFB/SWF/WDR)
- 1985 Klänge am Mikrophon – Hörwerk für Stimmen Nr. 8 nach Gedichten von Wassily Kandinsky, Regie: Barry Bermange (WDR)
- 1985 Die Soldaten – Hörwerk für Stimmen Nr. 9, Regie: Barry Bermange (SFB/NDR/SWF/ORF)
- 1985 Testament – Hörwerk für Stimmen Nr. 10, Regie: Barry Bermange (SWF/SFB)
- 1986 Pablo Picasso: Le Désir – Hörwerk für Stimmen Nr. 11, Regie: Barry Bermange (BR/WDR)
- 1987 Radioville Metropolis London, Regie: Barry Bermange (WDR)
- 1987 Wassily Kandinsky: Der gelbe Klang – Hörwerk Nr. 13, Regie: Barry Bermange (SWF)
- 1988 Annulamento, Regie: Barry Bermange (RB)
- 1989 4-Channels – Hörwerk Nr. 14, Regie: Barry Bermange (WDR)

–* 1990 Big City Nightwork - Hörwerk Nr. 15, Regie: Barry Bermange (SWF)
- 1991 Cielo y tierre (Himmel und Erde) – Hörwerk Nr. 16, Regie: Barry Bermange (WDR)
- 1993 Opera Mundi – Hörwerk Nr. 17, Regie: Barry Bermange (SWF)
- 1994 Instrumentarium – Hörwerk Nr. 18, Regie: Barry Bermange (WDR)
- 1998 Mirage Kino – Composition 20, Regie: Barry Bermange (WDR)
- 1999 Topophonia – Komposition Nr. 19, Regie: Barry Bermange (SWR)
- 2000 Eidophusikon, Regie: Barry Bermange (WDR)
- 2008 Moviola, Regie: Barry Bermange (WDR)
- 2010 Orchestral Preparations, Regie: Barry Bermange (SWR)
- 2010 FX-Auditorium, Regie: Barry Bermange (WDR)
- 2012 Mysterium/Reel 3, Regie: Barry Bermange (WDR)

## Auszeichnungen
- 1981 Karl-Sczuka-Preis für Warcries, Kriegsschreie (WDR)
- 1985 Hörspiel des Monats Mai für Die Soldaten (Hörwerk für Stimmen Nr. 9) (SFB/NDR/SWF/ORF)
- 1987 Karl-Sczuka-Preis für Metropolis oder Radioville London (WDR)
- 1998 Prix Ars Acustica für Mirage Kino (WDR)
- 1999 Karl-Sczuka-Preis für Topophonia – Komposition Nr. 19 (SWR)